# Corosaurus
Corosaurus is een geslacht van uitgestorven pistosauriden uit het Vroeg-Trias, bekend uit Wyoming van de Verenigde Staten.

## Beschrijving
Corosaurus is bekend van het holotype UW 5485, een gedeeltelijk skelet dat de schedel omvat. In 1991 werden de exemplaren YPM 41030-41068, FMNH PR 135, FMNH PR 1368-1369, FMNH PR 242-246 en FMNH PR 1382-1383 toegewezen door Glenn William Storrs. Alle exemplaren werden verzameld in Jackson Canyon, Natrona County , van de Chugwater-groep van de Alcova-kalksteenformatie, daterend uit het Laat-Olenekien van het late Vroeg-Trias, ongeveer 247,4-245 miljoen jaar geleden.

### Etymologie
Corosaurus werd voor het eerst benoemd in 1936 door Ermine Cowles Case en de typesoort is Corosaurus alcovensis. De geslachtsnaam is afgeleid van het Latijn Corus, 'noordwesten (wind)'. De soortaanduiding is afgeleid van de naam van de Alcova-kalksteenformatie, waarin het holotype werd gevonden.

## Classificatie
Corosaurus werd in 1961 in zijn eigen familie Corosauridae geplaatst, die door Oskar Kuhn werd benoemd. Na een herziening van het holotype en verwezen materiaal van Corosaurus, ontdekte Olivier Rieppel dat Corosaurus het zustertaxon was van een clade bestaande uit Cymatosaurus, Pistosaurus en Plesiosauria.